# ناتالي لانسين
ناتالي لانسين (بالفرنسية: Nathalie Even-Lancien)‏ مواليد 7 مارس 1970 في فرنسا، هي دراج فرنسية. شاركت في دورة الألعاب الأولمبية الصيفية وفازت بميدالية أولمبية.

## الميداليات
| الميدالية | المسابقة                       |
| --------- | ------------------------------ |
| ذهبية     | الألعاب الأولمبية الصيفية 1996 |

## روابط خارجية
- ناتالي لانسين على موقع أرشيف الدراجات (الإنجليزية)
- ناتالي لانسين على موقع أوليمبيديا (الإنجليزية)